# 崔潭峻
崔潭峻（?—?），唐朝元和年間宦官。
早年為荊南監軍，與詩人元稹有交往，元稹因崔潭峻之薦，被升為祠部郎中。元和九年（814年）严绶奉命讨伐淮西吴元济，崔潭峻监军。